# Eunom d'Atenes
Eunom (en llatí Eunomus, en grec antic Εὔνομος "Eunomos") fou un almirall atenenc durant la Guerra de Corint que va ser enviat amb el comandament de 13 vaixells l'any 388 aC contra l'esparta Gòrgopes, vicealmirall de Hierax i dels eginetes.
Gòrgopes va escortar a Antàlcides a Efes en la seva missió a la cort persa i al seu retorn es va enfrontar amb la flota d'Eunom que el va perseguir fins a Egina. A la nit Eunom va abandonar l'illa. Gòrgopes el va perseguir i li va capturar quatre trirrems en un combat prop de Zoster a Àtica, i la resta va poder arribar al Pireu.
Probablement és el mateix almirall Eunom al que Conó va enviat a Sicília per convèncer a Dionís el Vell de fer aliança amb Atenes contra Esparta, però aquesta missió no va tenir èxit.